# Campionati Internazionali di Sicilia 1997 - Qualificazioni singolare
Le qualificazioni del singolare dei Campionati Internazionali di Sicilia 1997 sono state un torneo di tennis preliminare per accedere alla fase finale della manifestazione. I vincitori dell'ultimo turno sono entrati di diritto nel tabellone principale. In caso di ritiro di uno o più giocatori aventi diritto a questi sono subentrati i lucky loser, ossia i giocatori che hanno perso nell'ultimo turno ma che avevano una classifica più alta rispetto agli altri partecipanti che avevano comunque perso nel turno finale.
Le qualificazioni del torneo Campionati Internazionali di Sicilia 1997 prevedevano 32 partecipanti di cui 4 sono entrati nel tabellone principale.

## Teste di serie
1. Fernando Vicente (Qualificato)
2. Jordi Burillo (secondo turno)
3. Marcello Craca (Qualificato)
4. Răzvan Sabău (ultimo turno)

1. Gabrio Castrichella (ultimo turno)
2. Elia Grossi (secondo turno)
3. Ivan Ljubičić (secondo turno)
4. Stefano Cobolli (primo turno)

## Qualificati
1. Fernando Vicente
2. Massimo Valeri

1. Marcello Craca
2. Filippo Messori

## Tabellone

### Legenda
| - Q = Qualificato - WC = Wild card - LL = Lucky loser | - ALT = Alternate - SE = Special Exempt - PR = Protected Ranking | - w/o = Walkover - r = Ritirato - d = Squalificato |

### Sezione 1
|  | Primo turno      | Primo turno       | Primo turno       | Primo turno | Primo turno |  |  | Secondo turno    | Secondo turno    | Secondo turno    | Secondo turno    | Secondo turno |   |   | Ultimo turno | Ultimo turno     | Ultimo turno | Ultimo turno | Ultimo turno |  |
|  |                  |                   |                   |             |             |  |  |                  |                  |                  |                  |               |   |   |              |                  |              |              |              |  |
|  | 1                | Fernando Vicente  | Fernando Vicente  | 6           | 6           |  |  |                  |                  |                  |                  |               |   |   |              |                  |              |              |              |  |
|  |                  | Alessandro Ciappa | Alessandro Ciappa | 1           | 1           |  |  | 1                | Fernando Vicente | Fernando Vicente | 6                | 6             |   |   |              |                  |              |              |              |  |
|  | Pietro Angelini  | Pietro Angelini   | 5                 | 6           | 6           |  |  |                  | Pietro Angelini  | Pietro Angelini  | 2                | 3             |   |   |              |                  |              |              |              |  |
|  | Daniele Gianno   | Daniele Gianno    | 7                 | 2           | 1           |  |  |                  |                  |                  |                  |               |   |   | 1            | Fernando Vicente | 2            | 6            | 6            |  |
|  | Daniele Balducci | Daniele Balducci  | Daniele Balducci  | 6           | 6           |  |  |                  |                  |                  | Daniele Balducci | 6             | 1 | 1 |              |                  |              |              |              |  |
|  | Marco Valentino  | Marco Valentino   | Marco Valentino   | 3           | 2           |  |  | Daniele Balducci | Daniele Balducci | 6                | 2                | 6             |   |   |              |                  |              |              |              |  |
|  |                  | Jan Weinzierl     | 2                 | 6           | 6           |  |  | Jan Weinzierl    | Jan Weinzierl    | 3                | 6                | 0             |   |   |              |                  |              |              |              |  |
|  | 8                | Stefano Cobolli   | 6                 | 4           | 3           |  |  |                  |                  |                  |                  |               |   |   |              |                  |              |              |              |  |

### Sezione 2
|  | Primo turno      | Primo turno      | Primo turno      | Primo turno | Primo turno |  |  | Secondo turno | Secondo turno   | Secondo turno  | Secondo turno  | Secondo turno  |   |   | Ultimo turno    | Ultimo turno    | Ultimo turno    | Ultimo turno | Ultimo turno |  |
|  |                  |                  |                  |             |             |  |  |               |                 |                |                |                |   |   |                 |                 |                 |              |              |  |
|  | 2                | Jordi Burillo    | Jordi Burillo    | 6           | 6           |  |  |               |                 |                |                |                |   |   |                 |                 |                 |              |              |  |
|  |                  | Alessio Di Mauro | Alessio Di Mauro | 0           | 1           |  |  | 2             | Jordi Burillo   | 7              | 6              | 5              |   |   |                 |                 |                 |              |              |  |
|  | Leonardo Azzaro  | Leonardo Azzaro  | Leonardo Azzaro  | 6           | 6           |  |  |               | Leonardo Azzaro | 6              | 7              | 7              |   |   |                 |                 |                 |              |              |  |
|  | Francesco Caputo | Francesco Caputo | Francesco Caputo | 1           | 1           |  |  |               |                 |                |                |                |   |   | Leonardo Azzaro | Leonardo Azzaro | Leonardo Azzaro | 2            | 1            |  |
|  | Massimo Valeri   | Massimo Valeri   | Massimo Valeri   | 6           | 6           |  |  |               |                 | Massimo Valeri | Massimo Valeri | Massimo Valeri | 6 | 6 |                 |                 |                 |              |              |  |
|  | Francesco Aldi   | Francesco Aldi   | Francesco Aldi   | 2           | 0           |  |  |               | Massimo Valeri  | Massimo Valeri | 6              | 6              |   |   |                 |                 |                 |              |              |  |
|  | 7                | Ivan Ljubičić    | Ivan Ljubičić    | 7           | 6           |  |  | 7             | Ivan Ljubičić   | Ivan Ljubičić  | 3              | 2              |   |   |                 |                 |                 |              |              |  |
|  |                  | Marco Molone     | Marco Molone     | 6           | 4           |  |  |               |                 |                |                |                |   |   |                 |                 |                 |              |              |  |

### Sezione 3
|  | Primo turno         | Primo turno         | Primo turno         | Primo turno | Primo turno |  |  | Secondo turno | Secondo turno       | Secondo turno       | Secondo turno       | Secondo turno       |   |   | Ultimo turno | Ultimo turno   | Ultimo turno   | Ultimo turno | Ultimo turno |  |
|  |                     |                     |                     |             |             |  |  |               |                     |                     |                     |                     |   |   |              |                |                |              |              |  |
|  | 3                   | Marcello Craca      | Marcello Craca      | 6           | 6           |  |  |               |                     |                     |                     |                     |   |   |              |                |                |              |              |  |
|  |                     | Andrea Meli         | Andrea Meli         | 3           | 0           |  |  | 3             | Marcello Craca      | Marcello Craca      | 6                   | 6                   |   |   |              |                |                |              |              |  |
|  | Ruben Fernandez-Gil | Ruben Fernandez-Gil | Ruben Fernandez-Gil | 6           | 6           |  |  |               | Ruben Fernandez-Gil | Ruben Fernandez-Gil | 4                   | 1                   |   |   |              |                |                |              |              |  |
|  | Mario Radić         | Mario Radić         | Mario Radić         | 1           | 2           |  |  |               |                     |                     |                     |                     |   |   | 3            | Marcello Craca | Marcello Craca | 6            | 6            |  |
|  | Matteo Colla        | Matteo Colla        | 6                   | 6           | 7           |  |  |               |                     | 5                   | Gabrio Castrichella | Gabrio Castrichella | 2 | 3 |              |                |                |              |              |  |
|  | Gregory Zavialoff   | Gregory Zavialoff   | 7                   | 4           | 6           |  |  |               | Matteo Colla        | Matteo Colla        | 5                   | 5                   |   |   |              |                |                |              |              |  |
|  | 5                   | Gabrio Castrichella | Gabrio Castrichella | 6           | 6           |  |  | 5             | Gabrio Castrichella | Gabrio Castrichella | 7                   | 7                   |   |   |              |                |                |              |              |  |
|  |                     | Filippo Basile      | Filippo Basile      | 2           | 0           |  |  |               |                     |                     |                     |                     |   |   |              |                |                |              |              |  |

### Sezione 4
|  | Primo turno     | Primo turno     | Primo turno     | Primo turno | Primo turno |  |  | Secondo turno | Secondo turno   | Secondo turno   | Secondo turno   | Secondo turno |   |   | Ultimo turno | Ultimo turno | Ultimo turno | Ultimo turno | Ultimo turno |  |
|  |                 |                 |                 |             |             |  |  |               |                 |                 |                 |               |   |   |              |              |              |              |              |  |
|  | 4               | Răzvan Sabău    | Răzvan Sabău    | 6           | 6           |  |  |               |                 |                 |                 |               |   |   |              |              |              |              |              |  |
|  |                 | Stefano La Vela | Stefano La Vela | 3           | 3           |  |  | 4             | Răzvan Sabău    | Răzvan Sabău    | 6               | 6             |   |   |              |              |              |              |              |  |
|  | Silvio Scaiola  | Silvio Scaiola  | 4               | 6           | 7           |  |  |               | Silvio Scaiola  | Silvio Scaiola  | 2               | 3             |   |   |              |              |              |              |              |  |
|  | Paolo Cannova   | Paolo Cannova   | 6               | 0           | 5           |  |  |               |                 |                 |                 |               |   |   | 4            | Răzvan Sabău | 6            | 2            | 4            |  |
|  | Filippo Messori | Filippo Messori | Filippo Messori | 7           | 7           |  |  |               |                 |                 | Filippo Messori | 0             | 6 | 6 |              |              |              |              |              |  |
|  | Gianluca Luddi  | Gianluca Luddi  | Gianluca Luddi  | 6           | 5           |  |  |               | Filippo Messori | Filippo Messori | 6               | 6             |   |   |              |              |              |              |              |  |
|  | 6               | Elia Grossi     | 3               | 6           | 6           |  |  | 6             | Elia Grossi     | Elia Grossi     | 2               | 2             |   |   |              |              |              |              |              |  |
|  |                 | Libor Němeček   | 6               | 4           | 2           |  |  |               |                 |                 |                 |               |   |   |              |              |              |              |              |  |